# Piletocera quadralis
Piletocera quadralis is een vlinder van de familie van de grasmotten (Crambidae). De wetenschappelijke naam van deze soort is voor het eerst voorgesteld als Diplotyla quadralis door Pieter Snellen in een publicatie uit 1901.
De soort komt voor in Indonesië (Java).